# Grimpella
Grimpella is een geslacht van inktvissen uit de familie van Octopodidae.

## Soorten
- Grimpella thaumastocheir Robson, 1928